# Marija Bremec Kenda
Marija Bremec Kenda, slovenska ljudska pesnica in lectarica * 15. avgust 1898, Zakraj † 11. april 1984, Zakraj.
Rodila se je v družini bajtarjev Terezije Laharnar in Petra Bremca. Poročila se je z oglarjem Matijem Kendo iz Zadlaz-Čadrga in mu rodila 12 otrok. Preživljala se je kot lectarica. Pekla je »prbiravke«, srčke iz
lecta in jih prodajala na sejmih in praznovanjih godu zavetnika cerkve. Nanje je pritrdila majhno zrcalce in listek s preprostimi verzi. Leta 1923 je prvič sama zložila take napise in jih dala razmnožiti v tiskarni. Kasneje je sama začela zlagati voščila v verzih svojcem za god, nastale pa so tudi daljše pesmi o njenem rojstnem kraju in življenju, o pojavu partizanov in o povojnih spremembah na vasi. Po letu 1970 je v zvezek zapisala okoli 30 svojih pesmi in ga pokazala novinarju, publicistu in pesniku Andreju Pagonu, ki je v Jadranskem koledarju za leto 1973 o njej objavil članek in nekaj njenih pesmi.